# Усть-Тарское сельское поселение
Усть-Тарское се́льское поселе́ние — муниципальное образование в Тарском районе Омской области Российской Федерации.
Административный центр — деревня Усть-Тара.

## История
Статус и границы сельского поселения установлены Законом Омской области от 30 июля 2004 года № 548-ОЗ «О границах и статусе муниципальных образований Омской области»

## Население
| 2010 | 2011 | 2012 | 2013 | 2014 | 2015 | 2016 |
| ---- | ---- | ---- | ---- | ---- | ---- | ---- |
| 356  | ↘355 | ↘329 | ↘306 | ↘287 | ↘271 | ↘251 |
| 2017 | 2018 | 2019 | 2020 | 2021 | 2023 |      |
| ↘250 | ↘232 | ↘220 | ↘200 | ↘169 | ↘145 |      |

## Состав сельского поселения
| № | Населённый пункт | Тип населённого пункта          | Население |
| - | ---------------- | ------------------------------- | --------- |
| 1 | Бешметовка       | деревня                         | ↘4        |
| 2 | Киргап           | деревня                         | ↘47       |
| 3 | Машканка         | село                            | ↘100      |
| 4 | Усть-Тара        | деревня, административный центр | ↘205      |